# Ken G. Hall
Pour les articles homonymes, voir Hall.
Ken G. Hall, né Kenneth George Hall le 22 février 1901, mort le 8 février 1994, est un réalisateur et producteur australien, considéré comme un des plus célèbres de l'histoire du cinéma australien,. Il est le premier australien à remporter un Oscar du cinéma.

## Filmographie

### Longs-métrages
- 1928 : The Exploits of the Emden
- 1932 : On Our Selection (en)
- 1933 : The Squatter's Daughter (en)
- 1934 : The Silence of Dean Maitland
- 1934 : Strike Me Lucky (en)
- 1935 : Grandad Rudd (en)
- 1936 : Thoroughbred (en)
- 1936 : Orphan of the Wilderness (en)
- 1937 : It Isn't Done (en)
- 1937 : Tall Timbers (en)
- 1937 : Lovers and Luggers (en)
- 1938 : The Broken Melody (en)
- 1938 : Let George Do It (en)
- 1938 : Dad and Dave Come to Town (en)
- 1939 : Gone to the Dogs (en)
- 1939 : Come Up Smiling (en) (producteur uniquement)
- 1939 : Mr. Chedworth Steps Out (en)
- 1940 : Dad Rudd, M.P.
- 1946 : Smithy

### Courts-métrages (selection)
- 1931 : Thar She Blows! (en)
- 1931 : That's Cricket (en)
- 1934 : Cinesound Varieties (en)
- 1942 : 100,000 Cobbers (en)
- 1942 : Kokoda Front Line
- 1943 : South West Pacific (en)

## Récompenses
- 1943 : Oscar du meilleur film documentaire (ex-æquo avec trois autres films) en 1943 pour Kokoda Front Line
- 1976 : Raymond Longford Award[3]